# Цебельда (село)
Цаба́л (абх. Ҵабал, груз. წებელდა) — село в Абхазии, в Гулрыпшском районе частично признанной Республики Абхазия, согласно административному делению Грузии — в Гульрипшском муниципалитете Абхазской Автономной Республики. Расположено к северо-востоку от райцентра Гулрыпш частично в предгорной полосе, частично в горной зоне, в среднем течении реки Кодор.
В советское время в качестве официального названия села использовалась русская форма Цебельда. В административном отношении территория села представляет собой Цабальскую сельскую администрацию (абх. Ҵабал ақыҭа ахадара), в советское время на территории современной сельской администрации находилось 3 сельсовета: Цебельдинский, Амткельский и Латский. После грузино-абхазской войны 1992—1993 годов население данной территории сильно сократилось, Амткельский и почти обезлюдевший Латский сельсоветы были объединены с Цебельдинским в единую Цабальскую сельскую администрацию. Цабальская сельская администрация занимает территорию Цебельдинской долины, Амткяльское и Джампальское ущелья, верховья Большой и Малой Мачары, нижнюю часть Кодорского ущелья. Цабал — крупнейшая по территории сельская администрация Гулрыпшского района. По территории Цабала проходит Военно-Сухумская дорога.

## Границы
На севере и востоке Цабал граничит с селом Ажара по хребту Чхалта; на юге — с Очамчырским районам; на юго-западе — с сёлами Мерхеул и Кацикыта; на западе — с селом Багмаран и по реке Кяласур с Сухумским районом.

## Население
Население территории, на которой в настоящее время расположена Цабалская сельская администрация, по данным переписи 1989 года составляло 3558 человек. Современный этнический состав — преимущественно армяне (52,2 % на 2003 г) с абхазским меньшинством (27,2 % на 2003 г.).
По данным переписи 2011 года численность населения сельского поселения (сельской администрации) Цабал составила 165 жителей, из них 81,2 % — армяне (134 чел.), 10,3 % — греки (17 чел.), 4,2 % — грузины (7 чел.), 2,4 % — русские (4 чел.), 1,8 % — абхазы (3 чел.).